# Рузвельт (Міннесота)
Рузвельт (англ. Roosevelt) — місто (англ. city) в США, в округах Росо і Лейк-оф-те-Вудс штату Міннесота. Населення — 153 особи (2020).

## Географія
Рузвельт розташований за координатами 48°48′24″ пн. ш. 95°6′2″ зх. д. / 48.80667° пн. ш. 95.10056° зх. д. (48.806779, -95.100670).  За даними Бюро перепису населення США в 2010 році місто мало площу 2,70 км², уся площа — суходіл.

## Демографія
Згідно з переписом 2010 року, у місті мешкала 151 особа в 61 домогосподарстві у складі 42 родин. Густота населення становила 56 осіб/км².  Було 77 помешкань (29/км²).
Расовий склад населення:
| - 97,4 % — білих - 2,0 % — корінних американців |

До двох чи більше рас належало 0,7 %. Частка іспаномовних становила 1,3 % від усіх жителів.
За віковим діапазоном населення розподілялося таким чином: 25,8 % — особи молодші 18 років, 63,6 % — особи у віці 18—64 років, 10,6 % — особи у віці 65 років та старші. Медіана віку мешканця становила 45,2 року. На 100 осіб жіночої статі у місті припадало 132,3 чоловіків;  на 100 жінок у віці від 18 років та старших — 138,3 чоловіків також старших 18 років.
Середній дохід на одне домашнє господарство  становив 42 583 долари США (медіана — 37 500), а середній дохід на одну сім'ю — 54 871 долар (медіана — 46 750). За межею бідності перебувало 1,5 % осіб, у тому числі 0,0 % дітей у віці до 18 років та 6,9 % осіб у віці 65 років та старших.
Цивільне працевлаштоване населення становило 70 осіб. Основні галузі зайнятості: виробництво — 51,4 %, роздрібна торгівля — 17,1 %, мистецтво, розваги та відпочинок — 11,4 %, освіта, охорона здоров'я та соціальна допомога — 11,4 %.